# Ju-on – The Curse 2
Ju-on – The Curse 2 (jap. 呪怨2) ist ein japanischer Horrorfilm der Juon-Reihe von Takashi Shimizu aus dem Jahre 2000. Der Film ist die Fortsetzung zu Juon: The Curse. Das letzte Kapitel, Saori, wird in der darauffolgenden Fortsetzung Ju-on:The Grudge im Kapitel Izumi fortgesetzt.

## Handlung
Die Handlung wird in verschiedenen Kapiteln von mehreren Personen gezeigt. Die zwei ersten Kapitel, Kayako und Kyoko, sind die zwei letzten aus dem ersten Film, jedoch wurde das Kapitel Kyoko mit einigen zusätzlichen Szenen erweitert.

### Kayako
Kobayashi findet in Toshios Haus das Tagebuch von Kayako, in dem sie über ihre Liebe zu Kobayashi schreibt. Auf dem Dachboden findet er schließlich Kayakos eingehüllte Leiche. Das Licht geht aus und man hört eine Bewegung im Raum. Kobayashi will wieder nach unten zu Toshio gehen, doch jemand ruft auf seinem Handy an. Es ist Takeo, Kayakos Ehemann, der sagt, dass Kobayashi sich gut um Toshio kümmern solle und dass seine Frau schwanger ein Mädchen zur Welt gebracht hatte, dieses allerdings von ihm gewaltsam aus dem Leib der Mutter herausgeschnitten wurde. Es stellt sich heraus, dass Takeo das Tagebuch gefunden und Kayako getötet hat, danach Toshio und seine Katze. Daraufhin gibt Toshio das Katzengeräusch von sich und Kayakos Geist kommt die Treppe herunter. Daraufhin erleidet Kobayashi einen Herzanfall. Anschließend tötet Kayakos Geist Takeo aus Rache, weil er sie und das ungeborene Kind getötet hat.

### Kyoko
Einige Zeit später schickt ein Vermieter seine Schwester Kyoko, die Geister sieht, in das Saeki-Haus, das er verkaufen will. Dort sieht sie Kayako, die sich über sich selbst beugt. Kyoko trinkt Sake und spukt ihn gleich wieder aus, ein Zeichen dafür, dass das Haus verflucht ist. Doch ihr Bruder ignoriert Kyokos Warnung und verkauft das Haus an eine Familie. Als Kyoko das hört, geht sie zum Haus und sieht, dass die Frau der Familie von Kayakos Geist besessen ist. Sie geht zu ihrem Neffen Nobuyuki. Dort sehen die beiden Takeo Saekis Geist beim Ermorden einer Frau. Danach sind sie traumatisiert.

### Tatsuya
Das vor kurzen eingezogene Kitada Ehepaar lebt seit einer Woche in dem Haus. Yoshimi (Kahori Fujii), geht raus zum Postkasten, als der Mann von der Post kommt. Er fragt sie, seit wann das Paar dort lebe. Sie antwortet ihm und geht wieder in Richtung Tür und öffnet dabei das dünne Paket, das sie vom Postboten erhalten hat. Der Absender ist unbekannt. Im Paket ist eine Zeichnung von Toshios Eltern, wie im ersten Film, und auch Kawamata Kayakos Tagebuch. Sie starrt in das Tagebuch und ihr Gesichtsausdruck wird emotionsloser. Zurück in der Küche beschwert sich ihr Ehemann darüber, dass sie nicht Blue-Mountain-Kaffeebohnen gekauft hatte und dass er gerne Eier haben wollte. Yoshimi nimmt eine heiße Pfanne und tötet ihn. Mittlerweile hat Tatsuya seine Schwester Kyoko und seinen Sohn Nobuyuki zu seinen Eltern gebracht, wo ihm sein Vater offenbart, dass Kyoko die Fähigkeit zum Geistersehen von ihm geerbt hat und dass sie und Nobuyuki verflucht seien.
Am nächsten Tag fährt Tatsuya zum Haus, wo er von Yoshimi begrüßt wird. Sie gibt ihm Tee, und als er Toshios Zeichnung hochnimmt und er daraufhin fragt, wer es gezeichnet hat, sagt sie, ihr Sohn habe es gezeichnet (obwohl sie vorher gesagt hat, sie habe keine Kinder). Als er ein Miauen hört, sieht er Toshio auf der Couch sitzend mit einem Telefon am Ohr. Tatsuya weicht zurück, während Yoshimi sich ihm nähert, sich in Kayako verwandelt und ihn tötet. Währenddessen werden Kyoko und ihre Eltern von Toshio heimgesucht.

### Kamio
Zwei Detektive, Kamio (Taro Suwa) und Hazim (Reita Serizawa), sollen den Ex-Polizisten Yoshikawa besuchen und sein plötzliches Verschwinden aufklären. Murakami, der die Ermordung von Hisae und Kanna untersucht hatte, ist laut seiner Frau jedoch nicht ansprechbar. Im Garten beobachten Kamio und Hazim daraufhin, wie eben jener geistig verwirrt ist und bei ihrem Anblick verzweifelt zu schreien beginnt. Kamio will alles über die Morde zu den Akten legen, um sich selbst zu retten. Am nächsten Morgen schaut Yoshikawas Frau nach diesem, da er schon aufgestanden sein sollte. Sie findet ihn tot in der Ecke sitzend und entdeckt anschließend Kayakos Gesicht an der Decke, welche sie anstarrt und dann ebenfalls tötet. Zeitgleich untersucht Hazim die Akte zu Kayakos Fall, als eben jene angeblich im Polizeidezernat auftaucht. In dem Moment rennt Kamio schreiend aus seinem Büro und wird von den Anwesenden zur Beruhigung auf eine Sitzbank gesetzt. Hazim und eine Polizistin schauen im Büro nach und werden dort von Kayako getötet. Hazim bemerkt währenddessen, dass Kayako unter seiner Bank ist, ehe auch er stirbt.

### Nobuyuki
Tatsuyas Sohn Nobuyuki, total verwaist, ist in der Schule, als er draußen Kayako sieht. Sie kommt zu ihm rein, er läuft jedoch weg. Doch es nützt nichts, denn sie taucht überall auf und jagt ihn. Letztendlich tötet sie ihn, während man mehrere Kayakos draußen sieht, wie sie das Geräusch von sich geben.

### Saori
In diesen Kapitel sieht man das Haus mit einem Verkaufsschild davor. Man hört einige Mädchen, die sich reingeschlichen haben, und Sake trinken. Zuletzt hört man die Mädchen schreien und die Credits fangen an.

## Produktion und Veröffentlichung
Der Film wurde 2000 unter der Regie von Takashi Shimizu durch Toei Video produziert. Die Musik komponierte Gary Ashiya, für die Kameraführung war Nobuhito Kitsugi verantwortlich.
Am 25. März 2000 kam der Film in die japanischen Kinos und erschien später auch auf Video. Es folgten Veröffentlichungen in Thailand, Finnland, Griechenland, Italien und Nordamerika. Auf Deutsch wurde Ju-on – The Curse 2 2006 von e-m-s the DVD-Company auf DVD herausgebracht.